# 舟木讓
舟木 讓（ふなき じょう、1961年6月28日 - ）は、日本の宗教哲学者。関西学院大学経済学部教授。学校法人関西学院において、大学宗教主事、宗教総主事を経て、第17代院長を歴任した。京都市出身。

## 略歴
《主要な出典：》
- 1988年3月 - 関西学院大学 神学部卒業
- 1990年3月 - 関西学院大学大学院神学研究科博士課程前期課程修了
- 1990年 - 日本基督教団京都御幸町教会担任教師
- 1993年 - 日本基督教団神戸栄光教会担任教師
- 1997年 - 日本基督教団兵庫教区教育部委員長
- 1998年4月 - 関西学院大学経済学部助手（宗教主事）
- 1999年 - 関西学院大学経済学部専任講師（宗教主事）
- 2002年 - 関西学院大学経済学部助教授（宗教主事、2007年から准教授）
- 2011年4月 - 関西学院大学人権教育研究室長（2014年3月まで）
- 2013年 - 関西学院大学経済学部教授（宗教主事）
- 2016年4月 - 関西学院 宗教総主事（2019年3月まで） 理事・評議員（いずれも2022年3月まで）
- 2019年4月 - 関西学院第17代院長（2022年3月まで） 関西学院初等部長（2020年3月まで）